# Emballonura furax
Emballonura furax là một loài động vật có vú trong họ Dơi bao, bộ Dơi. Loài này được Thomas mô tả năm 1911.
Đây là loài đặc hữu của New Guinea và một số đảo gần đó. Loài này bị đe dọa bởi mất môi trường sống. 